# Породица Ацев
Ацев је породица македонских родољуба, која је кроз шест генерација дала велики број бораца и руководилаца у ослободилачкој борби македонског народа. 
Симон је после погибије свог оца, кмета на беговом имању у селу Ореовец, половином XIX века постао вођа једне устаничке групе у прилепском крају. Погинуо је у борби са турским одредима. Његов син јединац Хаџи-Костадин после дугогодишњег револуционарног рада посечен је од Турака. Свих шест његових синова Јонче, Иле, Диме, Тасе, Ристе и Аце учествовали су у ослободилачкој борби против турске феудалне власти, гинући један за другим на бојном пољу или по затворима на острвима у Егејском мору. 
Аце је имао шест синова и сви су у новом периоду ослободилачке борбе македонског народа стајали на челу устаничких одреда прилепског краја.
Његов најстарији син Мирче, пошто је побегао из затвора Бејаз-куле у Солуну, био је војвода једне устаничке чете за време Илинденског устанка. Погинуо је код села Уланци у тиквешком крају. 
Петар је у оквиру своје револуционарне делатности постао један од најближих сарадника Гоце Делчева и био истакнути руководилац Илинденског устанка. Ухваћен од Турака, провео је низ година у затвору. 
Георги-Гого је погинуо 1906. године у нападу на српско село Крапу код Куртовог Камена када су чете ВМРО-а напале на Порече са намером да га натерају да уђе у организацију ВМРОа и прихвати Бугарску егзархију.
Дончо отац народних хероја (Мирчета и Вере), активан учесник Илинденског устанка и НОР-а (1941-1944) једини је из ове плејаде бораца дочекао ослобођење Македоније. 
Брат Мирче Ацева Димче погинуо је у фебруару 1944. године као борац Прве македонско-косовске бригаде, а његова сестра Вера била је један од организатора и руководилаца НОР-а у Македонији, а после рата активни друштвено-политички радник у СР Македонији и СФРЈ.